# Hezwan
Hezwan (tiếng Ả Rập: حزوان) hay Hazwan là một ngôi làng ở phía bắc tỉnh Aleppo, tây bắc Syria. Nằm ở vùng núi Aqil, cách thành phố Aleppo khoảng 25 km (16 mi) về phía đông bắc và cách al-Bab 10 km (6,2 mi) về phía tây bắc , đây là một phần hành chính của Nahiya al-Bab của Quận al-Bab . Các địa phương lân cận bao gồm Sosyan 4 km (2,5 mi) về phía đông bắc và Ablah 5 km (3,1 mi) về phía tây bắc. Trong cuộc điều tra dân số năm 2004, Hezwan có dân số 1.579 người.